# Немча (гмина)
Немча (пол. Niemcza) — городско-сельская гмина (волость) в Польше, входит как административная единица в Дзержонювский повет, Нижнесилезское воеводство. Население 6113 человек (на 2004 год).

## Демография
| Перепись                       | Всего   | Всего | Женщины | Женщины | Мужчины | Мужчины |
| ------------------------------ | ------- | ----- | ------- | ------- | ------- | ------- |
| Единицы                        | человек | %     | человек | %       | человек | %       |
| Население                      | 6113    | 100   | 3173    | 51,9    | 2940    | 48,1    |
| Плотность населения (чел./км²) | 84,8    | 84,8  | 44      | 44      | 40,8    | 40,8    |

## Соседние гмины
1. Гмина Цепловоды
2. Гмина Дзержонюв
3. Гмина Кондратовице
4. Гмина Лагевники
5. Пилава-Гурна
6. Гмина Зомбковице-Слёнске